# János Sarusi Kis
János Sarusi Kis (ur. 29 czerwca 1960 w Csongrádzie) – węgierski kajakarz, kanadyjkarz, czterokrotny mistrz świata, olimpijczyk.

## Kariera sportowa
Zdobył brązowy  medal w wyścigu kanadyjek jedynek (C-1) na dystansie 500 metrów na mistrzostwach świata w 1981 w Nottingham, przegrywając jedynie z Olafem Heukrodtem z Niemieckiej Republiki Demokratycznej i Giennadijem Lisiejczikowem ze Związku Radzieckiego. Na mistrzostwach świata w 1982 w Belgradzie wywalczył dwa medale: złoty w konkurencji dwójek (C-2) na 1000 metrów (jego partnerem był Gyula Hajdú) oraz srebrny w wyścigu jedynek na 500  metrów (za Heukrodtem, a przed Siergiejem Postriechinem z ZSRR). Na mistrzostwach świata w 1983 w Tampere zajął 8. miejsce w konkurencji C-2 na 1000 metrów.
Zdobył złoty medal w wyścigu dwójek na 500 metrów, w osadzie z Istvánem Vaskutim, na mistrzostwach świata w 1985 w Mechelen, a także zajął 5. miejsce w konkurencji C-1 na 500 metrów i 7. miejsce w konkurencji C-2 na 1000 metrów (z Vaskutim). Wraz z Vaskutim zdobył złote medale na dystansach 500 metrów i 1000 metrów oraz zajął 5. miejsce na 10 000 metrów na mistrzostwach świata w 1986 w Montrealu.
Na igrzyskach olimpijskich w 1988 w Seulu wystąpił wraz z Vaskutim w wyścigu dwójek na 500  metrów, zajmując 6. miejsce.